# 加強言語治療津貼
加強言語治療津貼（Enhanced Speech Therapy Grant；簡稱ESTG）是香港教育局向當地的官立及資助小學發放的津貼，以提升被「及早識別和適時輔導有言語障礙(語障)計劃」（SLI）辨識出來的學生的言語能力，使他們能在課堂內更有效地學習。津貼主要讓學校聘請駐校的言語治療師，為相關的有特殊教育需要學生提供更頻密及更多元化的言語治療服務，或外購校本言語治療服務。除了照顧語障學生以外，津貼亦可用於對學校教師及家長等多個層面提供講座及培訓。
計劃源自前教統局在2006/07學年推出的「加強學生言語治療服務」。其後教育局在2007/08學年推出五年的「融合教育教師專業發展架構」，改變對學校的資助模式（即當時學校間俗稱的「新資助模式」），制定新的加強言語治療津貼，並從2009/10學年開始運作，至今仍在實施。

## 外部連結
- 蕭Sir：教育局通函第41/2011號
- . 電子校園快訊.   [2013-10-15]. （原始内容存档于2016-03-04） （中文（繁體））. 外部链接存在于|publisher= (帮助)